# Josephus Daniels

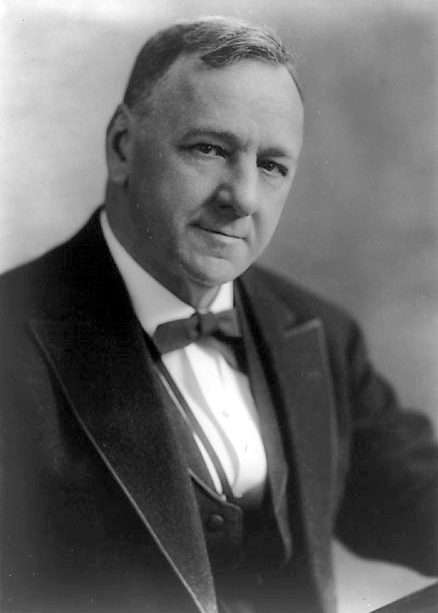
Josephus Daniels

Josephus Daniels (* 18. Mai 1862 in Washington, North Carolina; † 15. Januar 1948 in Raleigh, North Carolina) war ein US-amerikanischer Verleger und Politiker.

## Leben
Nach dem Tod des Vaters im Sezessionskrieg zog die Familie nach Wilson, North Carolina, wo Josephus Daniels am Wilson Collegiate Institute seine Ausbildung erhielt. Daraufhin wurde er zuerst Redakteur der Zeitung Wilson Advance, später kaufte er diese auf. In den folgenden Jahren wurde er außerdem Teilhaber der Kinston Free Press und des Rocky Mount Reporter. Daniels studierte Jura an der University of North Carolina at Chapel Hill und erhielt 1885 seine Zulassung als Rechtsanwalt, übte diesen Beruf aber nie aus.
In den nächsten Jahren trat er der Demokratischen Partei bei und wurde 1893 Büroleiter im Innenministerium. Außerdem blieb er Verleger, er übernahm 1894 die The News & Observer, die klar auf Seiten der Demokraten stand. Mit dieser propagierte er auch die Überlegenheit der weißen Rasse. Unter anderem soll Daniels’ Einfluss ein Grund für die Rassenunruhen in Wilmington, North Carolina, von 1898 gewesen sein.
Später unterstützte Daniels Woodrow Wilsons Präsidentschaftskandidatur und wurde nach dessen Sieg United States Secretary of the Navy. Diesen Posten hielt er von 1913 bis 1921, also während des Ersten Weltkrieges. Unter Daniels arbeitete auch Franklin D. Roosevelt im Ministerium. Während Daniels’ Zeit wurde unter anderem der Alkohol von allen Schiffen der US Navy verbannt. Ebenso war er Mitglied des Committee on Public Information.
1932 unterstützte Daniels den Wahlkampf von Roosevelt, der ihn bis 1941 nach seinem Sieg als Botschafter in Mexiko einsetzte. Im Anschluss schrieb er eine fünfbändige Autobiografie, in der er die gewalttätigen Ausbrüche seiner Kampagne im News and Observer bereute. 1948 starb Daniels schließlich in Raleigh.
Die US Navy benannte mit der Josephus Daniels ein Schiff nach ihrem ehemaligen Minister, in Raleigh gibt es außerdem die Josephus Daniels Middle School.

## Einzelbelege
1. ↑  1898 Wilmington Race Riot Report (Memento des Originals vom 19. Februar 2007 im Internet Archive)  Info: Der Archivlink wurde automatisch eingesetzt und noch nicht geprüft. Bitte prüfe Original- und Archivlink gemäß Anleitung und entferne dann diesen Hinweis. (engl.; PDF; 3,0 MB)